# Karl Ackermann (Naturforscher)
Karl Ackermann, getauft als Carl Christian, (geboren am 2. März 1841 in Fulda; gestorben am 23. April 1903 in Niederzwehren) war ein deutscher Lehrer und Naturforscher.

## Leben und Werk

### Ausbildung und pädagogische Laufbahn
Carl Christian Ackermann wurde 1841 zu Fulda geboren und besuchte das dortige Gymnasium von 1851 bis 1860. Ab 1860 studierte er erst Medizin und nachfolgend Naturwissenschaften und Mathematik an den Universitäten München und Marburg. 1864 bestand er die theoretische Prüfung für Bewerber um ein ordentliches Lehramt an Gelehrtenschulen in der Mathematik und den Naturwissenschaften als Hauptfächern und in den alten klassischen Sprachen im Nebenfach, im Folgejahr wurde er mit einer Arbeit zum Thema „Über Inhalt und Oberfläche von Rotationskörpern“ zum Dr. phil. promoviert. Im Anschluss an das Studium machte er ein Lehrpraktikum am Gymnasium in Fulda und ging danach als Lehrer an die Realschule zu Hersfeld. Im Sommer 1866 bestand er die praktische Lehrerprüfung, durch die er sich die Lehrerlaubnis in der Mathematik und den Naturwissenschaften für alle Klassen und im Lateinischen und Griechischen für die unteren Klassen erwarb. Bis 1875 verblieb er in Hersfeld, danach ging er an die an der höhere Bürgerschule zu Kassel, der späteren Realschule und Oberrealschule. 1888 wurde er Schuldirektor an der Schule und leitete dies bis 1895, bis er sein Amt aus gesundheitlichen Gründen niederlegte.

### Aktivitäten als Naturforscher
Ackermann verwaltete von 1876 bis 1888 die Bibliothek der Realschule und war neben seiner Schultätigkeit von 1878 bis 1891 Geschäftsführer des Vereins für Naturkunde zu Cassel. Danach gehörte er bis 1999 dem Vorstand des Vereins in wechselnder Funktion als zweiter Vorsitzender, Rechnungsführer oder Bibliothekar an. Der Verein wählte Ackermann  am 8. Juni 1891 zum Ehrenmitglied und am 19. April 1899 zu seinem Ehrenvorsitzenden. Am 1. Mai 1870 wurde er zum korrespondierenden Mitglied im Verein für Naturkunde Fulda und am 5. Januar 1884 auch bei der Wetterauischen Gesellschaft für die gesamten Naturwissenschaften zu Hanau ernannt. Auch die numismatische Gesellschaft zu Wien ernannte ihn zu ihrem Ehrenmitglied.
Ackermann verfasste eine Reihe von regionalhistorischen und naturkundlichen Werken, darunter von 1884 bis 1899 die Bibliotheca Hessiaca: Repertorium der landeskundlichen Litteratur, 1896 eine Biographie zu Dr. Johannes Gundlach, ein hessischer Naturforscher in Cuba (erschien in Abhandlungen und Berichte des Vereins für Naturkunde in Cassel 41, 1896) sowie 1898 Tierbastarde: Zusammenstellung der bisherigen Beobachtungen über Bastardirung in Thierreiche, nebst Litteratur-Nachweisen in zwei Bänden. Von 1887 bis 1895 war er zudem mehrfach Verfasser der Abhandlungen und Berichte des Vereins für Naturkunde zu Kassel. Zusätzlich veröffentlichte er in zahlreichen weiteren Zeitschriften der Naturkunde, Regionalgeschichte und als Münzsammler und Numismatiker auch im Monatsblatt der numismatischen Gesellschaft in Wien.
Nach seiner Pensionierung wurde Ackermann in den Magistrat von Kassel gewählt und arbeitete dort besonders in der Stadtschuldeputation mit. Er verwaltete das Bosemuseum und verfasste dessen Katalog sowie die Glässnersche Stiftung, deren Münzsammlung er ordnete. Karl Ackermann starb am 23. April 1903 in Niederzwehren, welches 1936 in die Stadt Kassel eingemeindet wurde.

## Veröffentlichungen (Auswahl)
- Über Inhalt und Oberfläche von Rotationskörpern. Marburg 1864 (Dissertation)
- Die Käfer Mitteldeutschlands, Zum Gebrauche beim Unterricht und zum Selbstbestimmen. Hersfeld 1870 und 1871.
- Bibliotheca Hessiaca: Repertorium der landeskundlichen Litteratur. Kassel, 1884 bis 1899
- Statistische Rückschau auf 100 Semester der Realschule in der Hedwigstrasse zu Cassel Kassel, 1893-
- Dr. Johannes Gundlach, ein hessischer Naturforscher in Cuba. In: Abhandlungen und Berichte des Vereins für Naturkunde in Cassel 41, 1896.
- Tierbastarde: Zusammenstellung der bisherigen Beobachtungen über Bastardirung in Thierreiche, nebst Litteratur-Nachweisen. I. Teil. Wirbellose Tiere, II. Teil. Wirbeltiere. Kassel, 1897 und 1898.